# Dagoberto Tovar
Dagoberto Tovar (Natagaima siglo XX - 15 de diciembre de 2015 ) fue un político colombiano. Fue elegido alcalde de El Pital el 26 de octubre de 2003 como candidato del Movimiento Cívico Independiente en las elecciones de octubre de 2003 para el periodo 2004 - 2007. 
Dagoberto Tovar Narváez, como el alcalde N.º 7. Con 1326 votos y una diferencia de 236 frente a su inmediato seguidor, Gilberto Luis Castillo Andrade.
Igual participaron en su orden de votos Amparo Montes Guahuña, José Hernán Campos Cardozo y María Molina Adames.

## Biografía

### Familia
Nació en Natagaima (Tolima). Casado con Elvira Chavarro Herrera y tiene dos hijos: Liliana Jimena y Javier Mauricio.; inscrito por el Movimiento Cívico Independiente.
Hijo de Clemente Tovar Narváez y Cerbeliona Narváez Castro. Sus hermanos Rosalba, José Miller, José Augusto, Luz Amparo, Luz Aurora, José Delio y Luz Dary.
Fue Concejal del Municipio en el periodo 1978-1979, Personero Municipal  en el periodo 1980-1981; Tesorero Municipal 1982-1988 y Tesorero Municipal 1993-1994. Durante 2 años fue Revisor delegado de la Contraloría General del Departamento.
Falleció de infarto fulminante a la 1:15 de la madrugada del 15 de diciembre de 2015.

## Alcalde de El Pital
En las elecciones cumplidas el 26 de octubre de 2003 Dagoberto Tovar, fue elegido como alcalde de El Pital con un triunfo electoral con más del 28% del respaldo electoral de los pitaleños, para el periodo entre los años 2004-2007. Tovar Narváez obtuvo más de 1000 votos. Tovar se posesionó el 1 de enero de 2004.